# Nels Nelsen Hill
Nels Nelsen Hill (tudi Nels Nelson Hill ali Big Hill) je zapuščena kanadska skakalnica, ki se nahaja v kraju Revelstoke v provinci Britanska Kolumbija. Na tej napravi so bili postavljeni štirje moški in dva ženska svetovna rekorda.  

## Zgodovina
Smučanje se je v tem kraju začelo leta 1890 po zaslugi norveških imigrantov, ki so se tukaj po svoji tradiciji s svojimi doma narejenimi smučmi podali na sneg. Majhne smučarske skakalnice so bile povsod okrog mesta že v zgodnjih 1910-ih let. Leta 1914 so ustanovili Smučarski klub Revelstoke z 102 člani. 
Leta 1939 je skakalnica Big Bend Ski Jump zamenjala  skakalnico Big Hill na drugi bolj dostopni lokaciji. Prenovljena je bila leta 1948 ko se je preimenovala v skakalnico Nels Nelsen Hill v čast ameriškemu skakalcu, ki je tu postavil nov svetovni rekord. Leta 1961 so tu zamenjali leseni sodniški stolp s kovinsko konstrukcijo.
Zadnje veliko tekmovanje je potekalo leta 1974, zadnjič pa je bila v uporabi leta 1975. 

## Svetovni rekordi
- 1921  Henry Hall 69,8 m
- 1925  Nels Nelsen 73,1 m
- 1932  Robert Lymburne 82 m
- 1933  Robert Lymburne 87,5 m
- 1922  Isabel Coursier 25,6 m (ženski rekord)
- 1928  Isabel Coursier 31,4 m (ženski rekord)